# آلفرد بورن (بازیکن فوتبال)
آلفرد بورن (انگلیسی: Alfred Bourne؛ 1894 – ۱۹۳۹ (۴۴−۴۵ سال)) بازیکن فوتبال اهل بریتانیا بود.
از باشگاه‌هایی که در آن بازی کرده‌است می‌توان به باشگاه فوتبال پورت ویل اشاره کرد.